# Кудряков, Борис Александрович
Бори́с Алекса́ндрович Кудряко́в (28 мая 1946, Ленинград — 11 ноября 2005, Санкт-Петербург) — русский писатель, поэт, фотограф, художник.

## Биография
Отец был репрессирован, мать всю жизнь проработала на ткацкой фабрике. После школы окончил фотоучилище, в 1965-68 гг. служил в армии, в стройбате, до 1972 г. работал фотографом, с 1972 г. — оператором угольной котельной.
Попытка эмиграции, а также публикации в самиздате и на Западе привлекли к нему внимание КГБ, ограничившееся несколькими допросами. В 1990-х гг. перебивался нерегулярными заработками.
Похоронен на Волковском кладбище (лютеранском) в Санкт-Петербурге.

## Кудряков — художник
Как фотохудожник снимал городские пейзажи, натюрморты, создавал жанровые и тематические фотокомпозиции, автопортреты и портреты, в том числе портреты деятелей ленинградской «второй культуры». В 1968 г. вошел в круг неофициальных художников и литераторов, получил прозвище Гран-Борис, иногда использовавшееся как псевдоним. (Другого фотографа, Бориса Смелова, называли Пти-Борисом.) Считается родоначальником послесталинской независимой фотографии в Ленинграде (Валерий Вальран).
Принимал участие в квартирных выставках, с 1979 г. выставлялся на Западе (США, Франция, Япония), первая персональная выставка состоялась в 1981 г. в Париже. В 1980-х гг. начал заниматься живописью.
«Гран Борис Кудряков примерно на 20 лет опередил своё время. Только после перестройки художники и фотографы стали систематически разрабатывать проблемы, которые волновали Грана, — валоризация и эстетизация „некрасивого“, внедрение логики абсурда в построение зрительного ряда, соотношение текста и изображения в произведении. Все это предвосхищает тенденции постмодернизма, представители которого впервые по достоинству оценили творчество Бориса Кудрякова» (Валерий Вальран).

## Кудряков — писатель
По его собственному утверждению с 15 лет писал стихи и прозу. С начала 1970-х гг. публиковался в ленинградских самиздатских журналах «Часы» (в том числе под псевдонимом Марк Мартынов), «Обводный канал», «Мария», «Митин журнал», в ейском журнале «Транспонанс». В 1980-х гг. печатался в эмигрантских изданиях, с 1990 г. — в России.
Был членом Клуба-81, Академии Зауми. Лауреат Премии Андрея Белого (1979), Международной отметины Давида Бурлюка (1992), Тургеневской премии правительства Москвы «За вклад в развитие малой прозы России» (1998).
«Эта проза ошеломляла. Ничего похожего в современной русской литературе, даже неподцензурной. Тематически она пересекалась с прозой Мамлеева, отчасти Сорокина. Но в формальном отношении, с точки зрения фактуры, их разделяли миллионы световых лет. Кудрякову сияла звезда бессмыслицы, самовитое, ветвящееся корнями в черные межгалактические дыры слово заумников. И великолепное косноязычие Андрея Белого, его ритмизованная, в синкопах аллитераций, фраза-метеорит, фраза-обломок» (Александр Скидан).

## Персональные выставки
- «Мир Достоевского», Париж, 1981.
- «Дисциплинарные танцы», СПб., галерея «Борей», 1998.
- «Коррелят елового сада», СПб., Государственный центр современного искусства, 2001.
- «Родные угодья», СПб., галерея «Борей», 2006.

## Книги
- Рюмка свинца (Рассказы и повести). — Л.: Новая литература, 1990.
- Лихая жуть. Сборник текстов. — СПб.: Borey Art Center, 2003.
- Одиннадцатое измерение. Фотографии и тексты. — СПб., 2003.
- Ладья тёмных странствий: Избранная проза / Вступ. ст. А. Конакова. — М.: Новое литературное обозрение, 2017.
- [Стихотворения] // Трансфуристы: Избранные тексты Ры Никоновой, Сергея Сигея, А. Ника, Б. Констриктора / Сост. П. Казарновского, послесл. Б. Констриктора. М.: Гилея, 2016. С. 253—271.